# Флаг городского округа Охинский
Флаг муниципального образования городской округ «Охи́нский» Сахалинской области Российской Федерации — опознавательно-правовой знак, служащий официальным символом муниципального образования.
Флаг утверждён 12 августа 2003 года как флаг муниципального образования «Охинский район» (после муниципальной реформы — муниципальное образование городской округ «Охинский») и внесён в Государственный геральдический регистр Российской Федерации с присвоением регистрационного номера 1282.

## История
30 января 2003 года, решением Охинского районного Собрания № 2.22-2, был утверждён герб муниципального образования «Охинский район». Летом того же года был рассмотрен проект флага муниципального образования, представлявший собой синее полотнище в центре которого располагался герб Охинского района.
Описание и рисунок флага, предварительно направленные на геральдическую экспертизу в Геральдический совет при Президенте Российской Федерации, были признаны не соответствующим российским геральдическим нормам. Союзом геральдистов России, ранее разработавшим герб Охинского района, был предложен свой вариант флага Охинского района, который прошёл геральдическую экспертизу и был внесён в Государственный геральдический регистр Российской Федерации с присвоением регистрационного номера 1282:

Флаг Охинского района представляет собой прямоугольное полотнище с соотношением ширины к длине 2:3, разделённое по горизонтали на пять неравных полос: синюю в 5/9 ширины полотнища, несущее в центре фигуру из гербовой композиции: летящую белую чайку в 5/8 длины полотнища; жёлтую, красную, зелёную, чёрную в 1/9 ширины полотнища каждая.

Несмотря на внесение флага в геральдический регистр, решением Охинского районного Собрания от 12 августа 2003 года № 2.27-1, был утверждён (вероятно ошибочно) первый проект флага Охинского района:

Флаг Охинского района представляет собой прямоугольное полотнище, ширина и длина которого соотносится как 2:3. Флаг представляет собой прямоугольное полотнище: в лазури (сине-голубом) изображён в его центральной части Герб муниципального образования «Охинский район». Герб муниципального образования «Охинский район» располагается в центре флага и вписывается в прямоугольник со сторонами, составляющими: шириной геральдического щита 1/2 и высотой — 2/3 ширины флага.

6 мая 2005 года, в ходе муниципальной реформы (Охинский район был наделён статусом городского округа), был утверждён устав муниципального образования городской округ «Охинский». В уставе говорилось, что «Официальные символы муниципального образования городской округ „Охинский“ устанавливаются нормативно-правовыми актами представительного органа местного самоуправления» и одновременно противоречащее «Муниципальное образование городской округ „Охинский“ имеет свой герб и флаг, зарегистрированные в Геральдическом совете при Президенте Российской Федерации» со следующим описанием флага:

Флаг муниципального образования городской округ «Охинский» представляет собой прямоугольное полотнище, ширина и длина которого соотносится как 2:3, в лазури (сине-голубом) изображена летящая влево чайка. В нижней части полотнища расположены четыре полосы разного цвета: жёлтого, красного, зелёного и чёрного.

29 июня 2006 года, решением Собрания муниципального образования городской округ «Охинский» № 3.12-12, было установлено, что геральдическое изображение и геральдическое описание герба и флага города Охи устанавливаются Уставом муниципального образования городской округ «Охинский».
Только 24 февраля 2011 года, решением Собрания муниципального образования городской округ «Охинский» № 4.18-11, были внесены изменения в положение «О флаге муниципального образования „Охинский район“», утверждённое решением Охинского районного Собрания от 12 августа 2003 года № 2.27-1, касающиеся названия муниципального образования и описания флага.
26 мая 2011 года, решением Собрания муниципального образования городской округ «Охинский» № 4.21-1, были устранены противоречия в уставе городского округа «Охинский» касающиеся его символики.

## Описание
«Флаг муниципального образования городской округ „Охинский“ представляет собой прямоугольное полотнище с соотношением ширины к длине 2:3, разделённое по горизонтали на пять неравных полос: синюю в 5/9 ширины полотнища, несущую в центре фигуру из гербовой композиции: летящую белую чайку в 5/8 длины полотнища; жёлтую, красную, зелёную, чёрную в 1/9 ширины полотнища каждая».

## Символика
Центральной фигурой флага является чайка — символ прибрежной полосы.
Белый цвет (серебро) — символ совершенства, благородства, чистоты, веры, мира.
Синяя часть полотнища аллегорически показывает географическое расположение Охинского района — на побережье Охотского моря.
Синий цвет (лазурь) — символ возвышенных устремлений, мышления, искренности и добродетели.
Красная и жёлтая полосы флага аллегорически символизируют солнце — источник тепла, мира и согласия и отражает географическое положение Охинского района в северо-восточной части острова Сахалин — края первого восхода солнца в России.
Красный цвет символизирует труд, жизнеутверждающую силу, мужество, праздник, красоту.
Жёлтый цвет (золото) символизирует богатство, справедливость, уважение, великодушие.
Зелёная полоса флага символизирует жизнь, изобилие, возрождение.
Чёрная полоса флага аллегорически символизирует нефтегазодобывающую и нефтегазоперерабатывающую отрасли промышленности, получившие развитие в связи с открытием в 1880 году нефтяного месторождения, близ которого и вырос посёлок Охэ (позже Оха). Современный город Оха — это крупный центр нефтяной и газовой промышленности Сахалина.
Чёрный цвет символизирует благоразумие, мудрость, покой.